# Лапино (Наро-Фоминский район)
Лапино — деревня в Наро-Фоминском районе Московской области, входит в состав сельского поселения Волчёнковское. Численность постоянного населения по Всероссийской переписи 2010 года — 21 человек. До 2006 года Лапино входило в состав Афанасьевского сельского округа.
Деревня расположена в юго-западной части района, на правом берегу реки Протвы, примерно в 14 км к югу от города Верея, у границы с Можайским районом, высота центра над уровнем моря 173 м. Ближайшие населённые пункты — Ревякино на противоположном берегу реки, Ефаново в 1,2 км на северо-запад и Телешово в 1,5 км почти на запад.

## Этимология
Название образовано от слова "лапа".